# Boloria alethea
Boloria alethea är en fjärilsart som beskrevs av Arthur Francis Hemming 1934. Boloria alethea ingår i släktet Boloria och familjen praktfjärilar. Inga underarter finns listade i Catalogue of Life.